# تشارلز غودوين
تشارلز غودوين (بالإنجليزية: Charles Goodwin)‏ هو لغوي أمريكي، ولد في أكتوبر 1943، وتوفي في 31 مارس 2018.